# Michail Wassiljewitsch Simjanin
Michail Wassiljewitsch Simjanin (russisch Михаил Васильевич Зимянин, englische Transkription: Mikhail Zimyanin; * 21. November 1914 in Witebsk; † 3. Mai 1995 in Moskau) war ein sowjetischer Politiker und Botschafter.

## Biografie
Simjanin stammte aus einer Arbeiterfamilie. Er arbeitete u. a. 1929 in einem Eisenbahnausbesserungswerk. Von 1936 bis 1938 war er Ausbilder in einer Schule und von 1936 bis 1938 diente er in der Roten Armee. 1939 wurde er Mitglied der KPdSU. Von 1939 bis 1946 war er Sekretär des Zentralkomitees des Komsomol in der Weißrussischen SSR, ab 1940 Erster Sekretär. Während der deutschen Besatzung baute er die Komsomolorganisation im Untergrund auf und wirkte ab 1942 bei den Partisanen. 1946 wurde er zum Minister für Bildung der Weißrussischen Sozialistischen Sowjetrepublik (BSSR) und 1947 Sekretär der Kommunistischen Partei von Weißrussland. Von 1952 bis 1956 und ab 1966 war er Mitglied des Zentralkomitees der KPdSU.
Von 1956 bis 1958 war er Botschafter der Sowjetunion in Nordvietnam und von 1960 bis 1965 in der Tschechoslowakei. 1965 wurde er Stellvertretender Außenminister der UdSSR und bald darauf war er bis 1976 Chefredakteur der Prawda sowie von 1966 bis 1976 Vorsitzender der Union der sowjetischen Journalisten.
Am 5. März 1976 wurde er bis 1987 auf Betreiben von Konstantin Tschernenko Sekretär im Sekretariat des Zentralkomitees der Kommunistischen Partei der Sowjetunion. Er war mit Suslow für ideologischen Fragen, sowie für Wissenschaft, Bildung, Kultur und Medien zuständig. Der neue Generalsekretär Michail Gorbatschow ersetzte ihn 1986 durch seinen Vertrauten Jakowlew.

## Auszeichnungen
- Held der sozialistischen Arbeit
- Leninorden, zwei Mal
- Orden des Vaterländischen Krieges I. Klasse[1]